# گذرگاه کوهستانی واکر پاس
واکر پاس (به انگلیسی: Walker Pass)(رقوم: ۵٬۲۵۰ فوت (۱٬۶۰۰ متر)) یک گذرگاه کوهستانی در کنار دریاچه ایزابلا (به انگلیسی: Lake Isabella) در جنوب سیرا نوادا (به انگلیسی: Sierra Nevada)، است که در شمال شرقی شهرستان کرن (به انگلیسی: Kern County) واقع شده‌است، و تقریباً در فاصله ۵۳ مِایل (۸۵ کیلومتر) ENE از بیکرزفیلد (به انگلیسی: Bakersfield)و ۱۰ مِایل (۱۶ کیلومتر) WNW ریج کرست (به انگلیسی: Ridgecrest) می‌باشد. این گذرگاه مسیری بین دره رودخانه کرن (به انگلیسی: Kern River Valley)و دره سن واکین (به انگلیسی: San Joaquin Valley)در غرب و بیابان موهاوی (به انگلیسی: Mojave Desert)در شرق را فراهم می‌کند.
واکر پاس یک مکان تاریخی ملی (به انگلیسی: National Historic Landmark) است و تحت نظارت اداره مدیریت املاک (به انگلیسی: Bureau of Land Management) می‌باشد.

## تاریخچه
واکر پاس به عنوان مسیری از سیرا، در سال ۱۸۳۴ توسط جوزف رددفورد واکر (به انگلیسی: Joseph Reddeford Walker) و گارلند گوتاری (به انگلیسی: Garland Guthary)، اعضای گروه اعزامی بنویل (به انگلیسی: Bonneville Expedition) مورد استفاده واقع شد که آن‌ها این مسیر را از بومیان آمریکایی (به انگلیسی: Native Americans) آموخته بودند. واکر در سال ۱۸۴۳ با عبور از این مسیر، یک قطار واگن مهاجر را به سمت کالیفرنیا هدایت کرد. در سال ۱۸۴۵ هیئت اعزامی نقشه‌برداری ارتش جان سی فرمنت (به انگلیسی: John C. Fremont)، از این مسیر استفاده کرد. وی پیشنهاد کرد که این مسیر به نام واکر نامگذاری شود.
استراحتگاه واکر پاس در نزدیکی دهه ۱۹۳۰ ساخته شده‌است و قبل از به آتش کشیده شدن آن درحدود سال ۱۹۹۰، یک توقفگاه مشهور برای استراحت بود.
گذشته از جاده آسفالت شده، گذرگاه واکر پاس اساساً از سال ۱۸۳۴که واکر آن را نقشه‌برداری کرد بدون تغییر باقی مانده‌است.

## توضیحات
مسیر این گذرگاه در بالاترین نقطه جاده ۱۷۸ ایالت کالیفرنیا واقع است. این گذرگاه همچنین جنوبی‌ترین گذر در امتداد قله سیرا (به انگلیسی: Sierra Crest) می‌باشد که گذرگاه جنوبی تر آن، یعنی گذرگاه تهاچاپی (به انگلیسی: ehachapi Pass)به‌طور طبیعی تقسیم جغرافیایی بین کوه‌های سیرا نوادا و تهاچاپی را نشان می‌دهد.
بین گذرگاه واکر پاس و گذرگاه تیوگا پاس (به انگلیسی: Tioga Pass)، پس از چند ساعت رانندگی به سمت شمال، تنها یک جاده آسفالت شده برای عبور خودروها از سیرا نوادا وجود دارد. این جاده از انتهای شمالی دره ولز هند (به انگلیسی: Indian Wells Valley)در شرق، تا گذرگاه هیدرولوژیکی بین گریت بیسین (به انگلیسی: Great Basin)و اقیانوس آرام در بالای جاده نه مایلی کانیون (به انگلیسی: the Nine-Mile Canyon road)، عبور می‌کند و سپس به سمت غرب در امتداد جاده شرمان پاس (به انگلیسی: Sherman Pass Road) ادامه دارد.
تمام جاده‌های بین واکر پاس و کارسون پاس (مسیر ایالتی ۸۸)، بیش از ۲۰۰ مایل (۳۲۰ کیلومتر) مسافت، در اثر بارش برف زمستانی در معرض بسته شدن طولانی است. گذرگاه واکر پاس گاهی به دلیل بارش برف بسته می‌شود اما به دلیل ارتفاع پایین‌تر این گذرگاه، بسته شدن‌های آن نیز برای دوره‌های کوتاه مدت است. با این حال، بیشتر ترافیک شرق به غرب در این منطقه، از چهار خط ایالتی مسیر ۵۸ از طریق گذرگاه تهاچاپی، واقع در فاصله ای با حدود یک ساعت رانندگی به سمت جنوب، استفاده می‌کنند.
مسیر پاسیفیک کرست تریل (به انگلیسی: Pacific Crest Trail)از واکر پاس عبور می‌کند و کوهنوردان سرتاسر مرزهای شمالی می‌توانند در مقابل خود شاهد طولانی‌ترین طول مسیر بدون جاده از کل این مسیر باشند. یک اردوگاه که در فاصله ۰٫۶ مایلی (۱ کیلومتری) جنوب غربی گذرگاه قرار دارد، یک توقفگاه مطلوب برای کوهنوردان و اخترشناسان است.